# Excalibur (worstelaar)
Marc Letzmann (Detroit, Michigan) is een voormalig Amerikaans professionele worstelaar, vooral bekend onder zijn ringnaam Excalibur.  Letzmann is een van de zes oprichters van Pro Wrestling Guerrilla, waar hij blijft werken als "Liaison to the Board of Directors" van het bedrijf.  Nadat hij zich in 2007 had teruggetrokken uit de in-ring-competitie, werd hij de belangrijkste commentator van het bedrijf. Hij is ook werkzaam voor All Elite Wrestling, waar hij eveneens de rol van commentator vervuld.

## Championships en prestaties
- DDT Pro-Wrestling
  - Ironman Heavymetalweight Championship (1 time)[1]
- Pro Wrestling Guerrilla
  - PWG Tag Team Championship (1 time) – with Super Dragon[2]
- Pro Wrestling Illustrated
  - Ranked No. 334 of the top 500 wrestlers in the PWI 500 in 2006

### Lucha de Apuesta record
| Winner (wager)   | Loser (wager)     | Location                | Event      | Date       | Notes |
| ---------------- | ----------------- | ----------------------- | ---------- | ---------- | ----- |
| Excalibur (mask) | Chris Bosh (hair) | Los Angeles, California | Live event | 2003-12-13 | [ 3 ] |